# Cesare Fregoso
Cesare Fregoso (Campofregoso), en français, César Frégose, (Rome, vers 1500 - Pavie, 3 juillet 1541) était un chef de file, érudit et diplomate italien. Il était entré au service de François Ier en Italie et le chef de la branche de la famille noble Fregoso de Padoue.

## Biographie

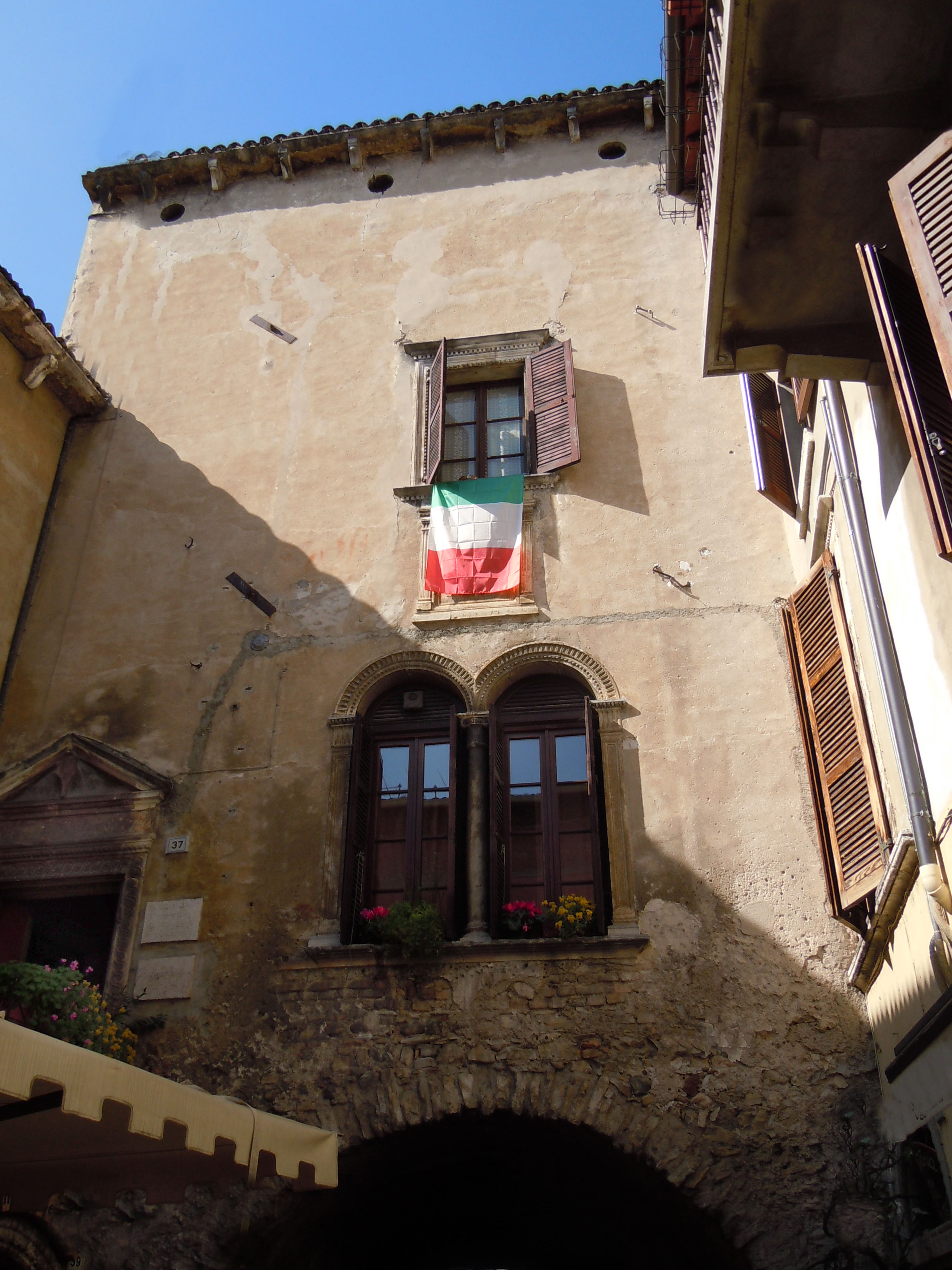
Palais Fregoso, à Garde

Il était le fils aîné de Giano Fregoso, doge de Gênes et d'Aldobella Leca di Corsica († 1482). C'était un militaire, un expert de l'architecture militaire et un écrivain.
En 1513, il a combattu aux côtés Ottaviano Fregoso, doge de Gênes, pour la reconquête de la ville qui était dirigée par la famille Adorno. En novembre 1526, avec Camillo Orsini, il entre au service des Vénitiens et combat à Salò les Lansquenets commandés par Georg von Frundsberg.
Lautrec reprend Gênes en 1527. Antoniotto Adorno, qui avait été élu doge le 2 juin 1522, est expulsé de Gênes. Il s'est alors retiré dans son château de Silvano d'Orba et en octobre de la même année, il a participé au siège de Pavie par les Français commandés par Lautrec et qui est mise au pillage.
En septembre 1529, il a combattu à Carpenedolo et en a obtenu en échange le fief. En octobre de la même année, il a épousé Costanza Rangoni, sœur de Guido II Rangoni et veuve du comte Tommaso Calcagnini de Ferrara, avec qui il a eu quatre enfants.
Ami et protecteur de Matteo Bandello, il s'installe avec lui à Vérone de 1529 à 1536. Il a construit à Garde, sur le lac de Garde, un palais, près de la porte nord de la ville.
En 1536 il a quitté le service de la Sérénissime République de Venise pour se mettre au service du roi de  France : il a été dégradé, tous ses biens ont été confisqués et a été déclaré déserteur.
Il est un des généraux de l'armée française pendant le huitième guerre d'Italie où il commande la cavalerie légère en l'absence de Claude d'Annebault quand elle entre au Piémont, en 1537
Il a participé à plusieurs expéditions avec son beau-frère, le condottiere Guido Rangoni. En août de la même année avec son frère Ercole (les Fregoso ont été exclus des "Maisons nobles" dans la réforme d'Andrea Doria), Guido Rangoni, Cagnino Gonzaga et Barnabas Visconti, il fait partie d'une armée italo-française de 12 000 fantassins et 800 cavaliers, qui va menacer Gênes, mais dans la ville, personne n'a pris part à cette tentative de renversement.
Il a été accusé, avec Aloisio Gonzaga, puis acquitté, d'avoir été les instigateurs de l'empoisonnement de François Marie Ier della Rovere, duc d'Urbino, décédé le 20 octobre 1538 à Pesaro.
De 1538 à 1541, il a été l'invité, avec sa femme Constanza et Matteo Bandello, du marquis de Aloisio Gonzaga à Castel Goffredo. Matteao Bandello y a rencontré Lucrezia Gonzaga de Gazzuolo.
En 1539, il a essayé de faire entrer la république de Gênes dans le parti de François Ier. Les comptes du roi montrent que ce dernier lui avait donné 10 000 écus d'or en considération de ce service. Il est alors un des agents du roi de France en Italie où il intrigue et distribue de l'or pour lui attirer des partisans. Dans les lettres de l'Arétin on peut lire que Cesare Fregoso lui a donné un bonnet garni de diamants et une médaille en or.
Il a été assassiné près de Pavie alors qu'il se rendait à Venise, avec le diplomate Antoine de Rincon, par des agents espagnols de Charles Quint (probablement commandés par Alfonso de Ávalos, gouverneur du Milanais), 3 juillet 1541. Il a été enterré à Castel Goffredo. Ces assassinats ont conduit à la neuvième guerre d'Italie.
Après les meurtres de ces deux diplomates, un scandale est né en révélant qu'ils étaient porteurs de lettres au sultan ottoman demandant l'intervention des Turcs contre des terres des chrétiens. Le roi François Ier dans une lettre datée du 9 janvier, 1543 adressée à la Diète impériale de Nuremberg a expliqué son refus de mener une guerre contre l'Empire ottoman soutenue par son adversaire Charles Quint, en dénonçant un complot pour justifier l'assassinat de ses deux émissaires dans le duché de Milan.
Après l'assassinat de son mari, Costanza Rangoni, va se réfugier en France avec ses enfants et Matteao Bandello. Elle a résidé au château de Bazens qui était la résidence d'été des évêques d'Agen à l'invitation du cardinal de Lorraine.

## Publications
Il a écrit un Carmen en l'honneur de la reine Marguerite de Navarre, et était un ami du poète Pierre l'Arétin.

## Descendants
De son mariage avec Constanza Rangoni, il a eu quatre fils :
- Ottaviano, condottiere,
- Cesare, né à Castel Goffredo et mort à Padoue en 1624,
- Ettore, écrivain,
- Giano, Janus Frégose, (1537-1586), évêque d'Agen en 1555.

## Source
- (it) Cet article est partiellement ou en totalité issu de l’article de Wikipédia en italien intitulé « Cesare Fregoso » (voir la liste des auteurs) le 18/8/2014.